# Liste der Kulturdenkmale in Roßthal (Dresden)
In der Liste der Kulturdenkmale in Roßthal sind die Kulturdenkmale aufgeführt, die sich in der Dresdner Gemarkung Roßthal befinden. Die Anmerkungen sind zu beachten.
Diese Liste ist eine Teilliste der Liste der Kulturdenkmale in Dresden.

Diese Liste ist eine Teilliste der Liste der Kulturdenkmale in Sachsen.

## Legende
- Bild: Bild des Kulturdenkmals, ggf. zusätzlich mit einem Link zu weiteren Fotos des Kulturdenkmals im Medienarchiv Wikimedia Commons. Wenn man auf das Kamerasymbol klickt, können Fotos zu Kulturdenkmalen aus dieser Liste hochgeladen werden:
- Bezeichnung: Denkmalgeschützte Objekte und ggf. Bauwerksname des Kulturdenkmals
- Lage: Straßenname und Hausnummer oder Flurstücknummer des Kulturdenkmals. Die Grundsortierung der Liste erfolgt nach dieser Adresse. Der Link (Karte) führt zu verschiedenen Kartendiensten mit der Position des Kulturdenkmals. Fehlt dieser Link, wurden die Koordinaten noch nicht eingetragen. Sind diese bekannt, können sie über ein Tool mit einer Kartenansicht einfach nachgetragen werden. In dieser Kartenansicht sind Kulturdenkmale ohne Koordinaten mit einem roten bzw. orangen Marker dargestellt und können durch Verschieben auf die richtige Position in der Karte mit Koordinaten versehen werden. Kulturdenkmale ohne Bild sind an einem blauen bzw. roten Marker erkennbar.
- Datierung: Baubeginn, Fertigstellung, Datum der Erstnennung oder grobe zeitliche Einordnung entsprechend des Eintrags in der sächsischen Denkmaldatenbank
- Beschreibung: Kurzcharakteristik des Kulturdenkmals entsprechend des Eintrags in der sächsischen Denkmaldatenbank, ggf. ergänzt durch die dort nur selten veröffentlichten Erfassungstexte oder zusätzliche Informationen
- ID: Vom Landesamt für Denkmalpflege Sachsen vergebene, das Kulturdenkmal eindeutig identifizierende Objekt-Nummer. Der Link führt zum PDF-Denkmaldokument des Landesamtes für Denkmalpflege Sachsen. Bei ehemaligen Kulturdenkmalen können die Objektnummern unbekannt sein und deshalb fehlen bzw. die Links von aus der Datenbank entfernten Objektnummern ins Leere führen. Ein ggf. vorhandenes Icon  führt zu den Angaben des Kulturdenkmals bei Wikidata.

## Denkmalliste
| Bild           | Bezeichnung                                                                                     | Lage                           | Datierung                                                   | Beschreibung | ID       |
| -------------- | ----------------------------------------------------------------------------------------------- | ------------------------------ | ----------------------------------------------------------- | --- | -------- |
| Weitere Bilder | Schloss und Rittergut Roßthal; heute Berufliches Schulzentrum für Agrarwirtschaft Justus Liebig | Altroßthal 1; 2 (Karte)        | 1657 (Schloss (Rittergut)); 1858–1859 (Schloss (Rittergut)) | Schloss mit Parkanlage, darin Pavillon, Einfriedung, Portale, Stütz- und Einfriedungsmauern sowie zwei Wirtschaftsgebäude; bemerkenswertes Beispiel eines Feudalsitzes aus dem 17. Jahrhundert, auf Veranlassung eines bürgerlichen Bauherren, um 1850 einer der reichsten Männer Sachsens, im Stil der Deutschen Neorenaissance umgebaut, beeindruckender Bau mit Turm, Giebeln und reichem Schmuck, bemerkenswert auch die Außenanlagen und der Park, vom Wirtschaftshof Teile noch original, Anlage geschichtlich und künstlerisch bedeutend | 09210979 |
|                | Wohnstallhaus, westliches Seitengebäude, Scheune und Einfriedungsmauer eines Vierseithofes      | Altroßthal 3 (Karte)           | bez. 1845 (Wohnstallhaus); Ende 19. Jh. (Seitengebäude)     | Wohnstallhaus, westliches Seitengebäude, Scheune und Einfriedungsmauer eines Vierseithofes; repräsentative Anlage eines Bauernhofes, bis 1945 zum Rittergut Roßthal gehörend, baugeschichtlich und ortsgeschichtlich bedeutend | 09210980 |
|                | Schumannsches Gut (ehem.)                                                                       | Altroßthal 4 (Karte)           | 19. Jh. (Wohnstallhaus); 1855 (Scheune)                     | Wohnstallhaus, Stallgebäude, Scheune und Hofmauer mit Toreinfahrt eines Dreiseithofes; ehemals das Schumannsche Gut und zum Rittergut Roßthal gehörend, heute Wohnanlage und Pflegeheim, baugeschichtlich und ortsgeschichtlich bedeutend | 09210981 |
|                | Gladewitzsches Gut (ehem.)                                                                      | Altroßthal 7 (Karte)           | bez. 1802 (Inschrifttafel); bez. 1802 (Gut)                 | Wohnstallhaus eines Vierseithofes; Teil des ehemaligen Gladwitzschen Gutes, bis 1945 im Besitz des Rittergutes Roßthal, danach Schäferei, jetzt Reiterhof, baugeschichtlich und ortsgeschichtlich bedeutend | 09218390 |
| Weitere Bilder | Schlosspark Altfranken                                                                          | Am Altfrankener Park (Karte)   | 1850–1852 (Gutspark); nach 1871 (Einfriedung)               | Gutspark und bauliche Reste der alten neogotischen Schlossanlage von Graf Luckner, wie zwei Pfeiler mit Löwenfiguren, einem quadratischen Torturm, vier runden Mauertürmen, umlaufender, aber nicht mehr vollständig erhaltener Einfriedungsmauer aus Bruchstein, Gitterfeldern, einem Keller usw.; trotz des fragmentarischen Charakters bemerkenswertes landschaftsprägendes Areal, als Werk Max Bertrams von gartenkünstlerischer Bedeutung, zudem erinnern die erhaltenen Baulichkeiten an eine der bemerkenswertesten sächsischen Schlossanlagen des 19. Jahrhunderts und an die Person des Grafen Luckner und sind somit von geschichtlichem, insbesondere personengeschichtlichem Wert. | 09216796 |
|                | Wohnhaus in offener Bebauung                                                                    | Kuntschberg 29 (Karte)         | 1. Hälfte 19. Jh. (Wohnhaus)                                | einfacher Fachwerkbau mit Satteldach, für Gutsarbeiter errichtet, als Beispiel ländlicher Architektur und Volksbauweise baugeschichtlich und ortsgeschichtlich von Bedeutung | 09218389 |
|                | Schumannsches Gut (ehem.)                                                                       | Saalhausener Straße 73 (Karte) | 19. Jh. (Wohnstallhaus); 1855 (Scheune)                     | Wohnstallhaus, Stallgebäude, Scheune und Hofmauer mit Toreinfahrt eines Dreiseithofes; ehemals das Schumannsche Gut und zum Rittergut Roßthal gehörend, heute Wohnanlage und Pflegeheim, baugeschichtlich und ortsgeschichtlich bedeutend. | 09210981 |
|                | Wohnhaus, Seitengebäude und Pforte eines kleinen Hofes                                          | Stadtweg 6 (Karte)             | 1. Hälfte 19. Jh. (Wohnhaus)                                | als Beispiel ländlicher Architektur und Volksbauweise baugeschichtlich und ortsgeschichtlich von Bedeutung | 09210983 |